# Fie Hækkerup
Fie Hækkerup, née le 25 juillet 1994 à Hillerød (Danemark), est une femme politique danoise, membre de la Social-démocratie.

## Biographie
Fie Hækkerup est la fille de l'ancien député et ministre social-démocrate Nick Hækkerup.
Elle est diplômée en danois à l'université de Copenhague en 2020. De 2018 à 2020, elle préside le Frit Forum, la section étudiante de la Social-démocratie. Après ses études, elle entame une carrière de consultante auprès de la société de communication Rud Pedersen.
Elle est élue députée au Folketing sous l'étiquette sociale-démocrate lors des élections législatives de novembre 2022. 